# Доџ (Небраска)
Доџ (енгл. Dodge) град је у америчкој савезној држави Небраска.

## Демографија
По попису из 2010. године број становника је 612, што је 88 (-12,6%) становника мање него 2000. године.
| Група             | 2000.       | 2010.       |
| Белци             | 681 (97,3%) | 573 (93,6%) |
| Афроамериканци    | 0 (0,0%)    | 2 (0,3%)    |
| Азијати           | 1 (0,1%)    | 0 (0,0%)    |
| Хиспаноамериканци | 16 (2,3%)   | 28 (4,6%)   |
| Укупно            | 700         | 612         |